# El profesor Layton y la mansión del espejo de la muerte
El profesor Layton y la mansión del espejo de la muerte (レイトン教授と死鏡の館 Reiton Kyōju to Shikyō no Kan?,  lit. "El profesor Layton y la mansión del espejo de la muerte") es un juego de misterio y puzles desarrollado por la compañía japonesa Level-5. Se trata de un spin-off de la saga de videojuegos del Profesor Layton. Fue desarrollado para teléfonos i-mode y publicado en Japón el 29 de octubre de 2008, aunque fue relanzado el 1 de noviembre de 2012. Actualmente esta entrega está parcialmente considerada un Lost Media, ya que solo se conserva la versión original del juego, pero su edición REMIX sigue desaparecida.

## Argumento
El profesor Layton y Luke reciben una carta en la que son invitados a una mansión para poder ver "el espejo de la muerte", con el que se dice que es posible hablar con gente que ha fallecido. 
Una vez allí, Layton y Luke se encuentran con el inspector Chelmey y Barton, quienes también fueron invitados por Murdoch, el anfitrión del evento. Cuando Murdoch muestra el espejo, Feldin, uno de los invitados, pone en duda la veracidad de este, y justo después, los asistentes se asombran al ver reflejada en el espejo a la abuela fallecida de Feldin. 
Sin embargo, todo se complica cuando, en cierto momento de la noche, aparece el cuerpo sin vida de Murdoch en la sala donde se encontraba el espejo. A partir de aquí, Layton y Luke deciden investigar qué es lo que ha ocurrido.
Tras hablar con quienes acudieron a la mansión, e incluso con el propio Murdoch haciendo uso del espejo, descubren que todos los invitados estuvieron involucrados en una excavación ilegal en la que murió Jennifer, la hija de Murdoch.
Finalmente, Layton desvela que todo ha sido un montaje orquestado por Murdoch para tratar de descubrir quién mató a su hija en la excavación, ya que piensa que el culpable se encuentra entre la gente que invitó. 
Por desgracia, la verdad acaba saliendo a la luz. Jennifer sabía que lo que estaba haciendo era ilegal, pero lo hizo para intentar conseguir el tesoro que estaban buscando y así poder pagar las deudas que tenía su padre. Justo después de encontrar el tesoro, sufrió un accidente y acabó cayendo por un acantilado, así que ninguno de los involucrados en la excavación tuvo nada que ver con su muerte.

## Modo de juego
El juego sigue la misma mecánica que las entregas principales de Nintendo DS. El jugador podía utilizar el teclado de su teléfono para inspeccionar los escenarios del juego, hablar con los personajes, buscar monedas y resolver puzles. Además, al igual que en la saga principal, también contaba con dos minijuegos que servían para desbloquear las páginas del diario de Jennifer.

## El profesor Layton y la mansión del espejo de la muerte -REMIX-
El 1 de noviembre de 2012 Level-5 publicó una nueva versión del juego titulada El profesor Layton y la mansión del espejo de la muerte -REMIX-. Incluía puzles totalmente nuevos y muchos diálogos fueron reescritos. Se publicó a través del servicio japonés ROID para móviles como parte de Layton Mobile R. En esta plataforma también se encontraban más juegos de la saga actualmente desaparecidos, como dos juegos de puzles protagonizados por Luke Triton, otro por el inspector Chelmey, e incluso adaptaciones para teléfonos i-mode de El profesor Layton y la villa misteriosa y El profesor Layton y la caja de Pandora.
Este servicio cesó el 31 de agosto de 2014.